# Al Chile
Al Chile es el décimo álbum de estudio de la cantante mexicana Lila Downs, lanzado al mercado musical el 3 de mayo de 2019 a través de Columbia Records, producido por Camilo Lara y mezclado por Mario Caldato Jr. Este disco contiene colaboraciones con Norah Jones, Gepe, Sonora Tropicana, Conjunto Costa Azul, Grupo Kual, Banda la Misteriosa de Oaxaca y la participación de más de 180 músicos incluyendo diversas bandas de viento de distintas regiones del estado de Oaxaca. Los sonidos de este álbum se adentran en la cumbia sonidera, la música tradicional y tropical fusionados con elementos modernos como el pop latino urbano musicalmente tiene influencia de ritmos como el tropipop, son istmeño y chilena, las canciones incluidas están interpretadas en español, inglés, mixteco y zapoteco.

## Lista de canciones
| Al Chile |                                                                      |                                          |          |  |
| N.º      | Título                                                               | Escritor(es)                             | Duración |  |
| 1.       | «Las Marmotas»                                                       | Lila Downs/Paul Cohen                    | 3:22     |  |
| 2.       | «La Campanera»                                                       | Aniceto Molina                           | 3:29     |  |
| 3.       | «Cariñito (con La Sonora Tropicana y Banda La Misteriosa de Oaxaca)» | Ángel Aníbal Rosado                      | 3:29     |  |
| 4.       | «Dear Someone (con Norah Jones)»                                     | David Todd Rawlings/Gillian Howard Welch | 3:29     |  |
| 5.       | «Clandestino (con Grupo Kual)»                                       | Manu Chao                                | 3:41     |  |
| 6.       | «Dos Botellas de Mezcal (con Banda La Misteriosa de Oaxaca)»         | Moisés Valladares Origel                 | 3:27     |  |
| 7.       | «La San Marqueña (con Banda La Misteriosa de Oaxaca y Grupo Kual)»   | José Agustín Ramírez Altamirano          | 3:11     |  |
| 8.       | «Sé Feliz (con Gepe)»                                                | Descember Bueno Martínez                 | 3:05     |  |
| 9.       | «Son del Chile Frito (con Banda La Misteriosa de Oaxaca)»            | Lila Downs/Paul Cohen                    | 3:36     |  |
| 10.      | «Los Caminos de la Vida (con Conjunto Costa Azul)»                   | Omar Antonio Geles Suárez                | 3:25     |  |
| 11.      | «La Llorona (con La Banda Juvenil de Juchitán de Zaragoza)»          | Tradicional                              | 3:18     |  |
| 37:36    |                                                                      |                                          |          |  |

| Bonus tracks edición Japón |                                                       |                       |          |  |
| N.º                        | Título                                                | Escritor(es)          | Duración |  |
| 12.                        | «Tiembla»                                             | Lila Downs/Paul Cohen | 3:39     |  |
| 13.                        | «La Cumbia del Mole»                                  | Lila Downs/Paul Cohen | 3:55     |  |
| 14.                        | «Sones de Ejutla (con Banda La Misteriosa de Oaxaca)» | Tradicional           | 4:36     |  |